# Еталон
Етало́н (англ. standard, фр. étalon, нім. Normal)

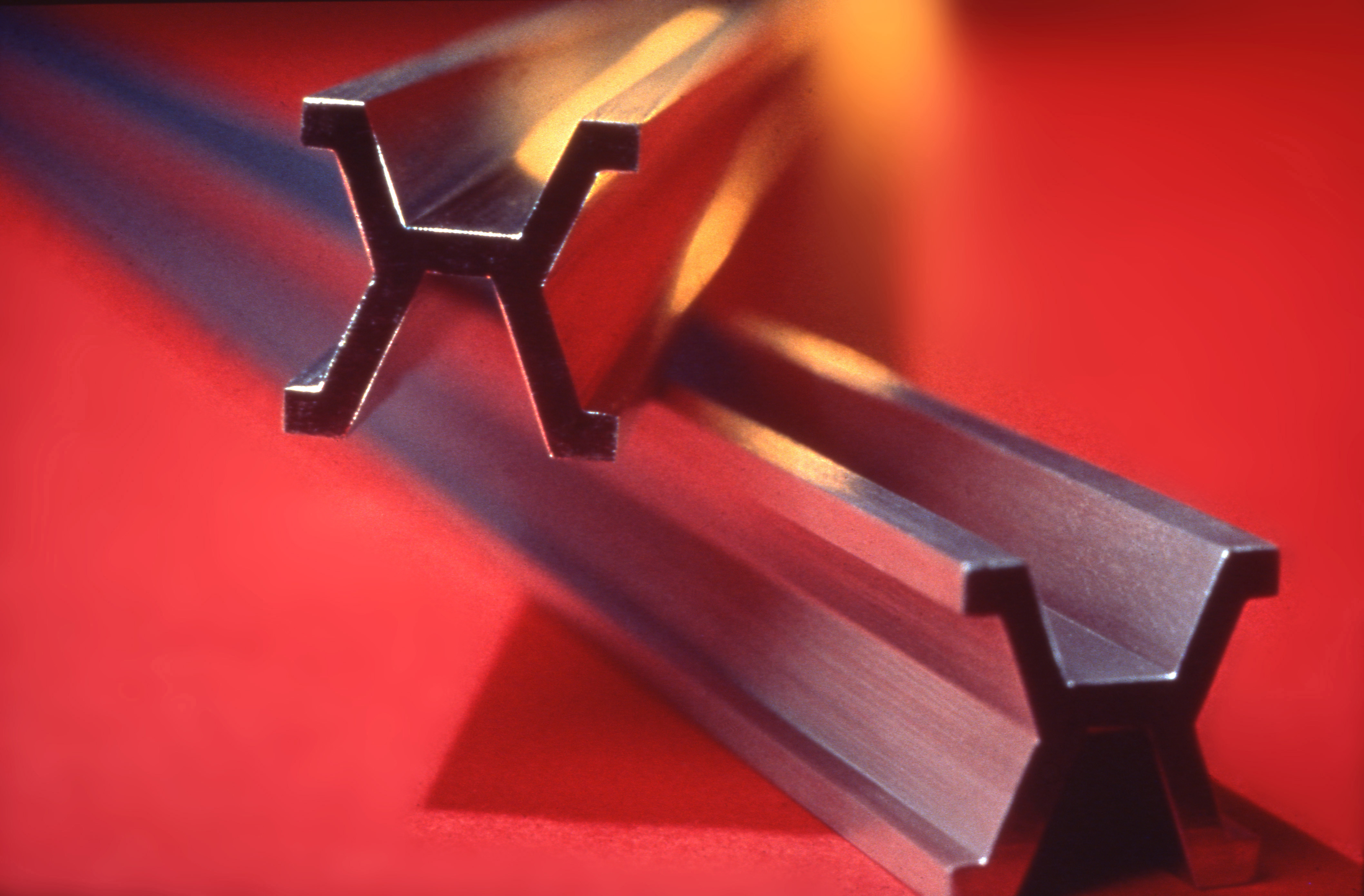
Міжнародний еталон метра, який використовували з 1889 по 1960 рік.

1) Технічний засіб або комплекс технічних засобів,  який забезпечує відтворення, зберігання і передачу розміру одиниці фізичної величини. Існують еталони частоти, маси, довжини, часу тощо.
2) Мірило, зразок.
Редакція Закону України «Про метрологію та метрологічну діяльність», що набрала чинності з  1 січня 2016 року, дає таке визначення еталона: це реалізація визначення даної величини із встановленим значенням величини та пов'язаною з ним невизначеністю вимірювання, яку використовують як основу для порівняння.

## Еталон одиниці фізичної величини
Еталон (одиниці фізичної величини) — технічний засіб або комплекс технічних засобів, що забезпечує відтворення та (або) зберігання одиниці фізичної величини та передавання її розміру відповідним засобам вимірювальної техніки, що стоять нижче в ланцюгу передавання розміру одиниці фізичної величини, офіційно затверджений як еталон.
Усі основні одиниці фізичних величин відтворюються з найвищою точністю за допомогою міжнародних еталонів відповідних одиниць і зберігаються у Міжнародному бюро мір та ваги у спеціальних лабораторіях у місті Севр поблизу Парижа. Програмою діяльності цього бюро передбачені систематичні зіставлення національних еталонів провідних метрологічних лабораторій різних держав з міжнародними еталонами та між собою.
Основне призначення еталонів — бути матеріальною базою для відтворення та збереження одиниць фізичних величин.

## Класифікація еталонів за метрологічним призначенням
- Національний еталон  — еталон, визнаний як основа для передачі значень величини іншим еталонам відповідної одиниці величини, що є в державі. Статус національних еталонів надається (як правило, урядом країни) як первинним еталонам, так і вторинним, якщо відповідний первинний еталон в країні відсутній.
- Первинний еталон — еталон, установлений з використанням первинної референтної методики вимірювань або створений як артефакт, обраний за угодою[1].
- Спеціальний еталон — еталон, що забезпечує відтворення та (або) зберігання одиниці в особливих умовах і замінює в цих умовах первинний еталон[2]. Застосовуються для відтворення одиниць в особливих умовах, коли пряма передача розміру одиниці від еталонів технічно неможлива із заданою точністю (високий тиск, температура, частота тощо).
- Вторинний еталон — еталон, установлений шляхом калібрування за первинним еталоном для величини того самого роду[1].
  - Еталон-копія — вторинний еталон, який призначається для передавання розміру одиниці фізичної величини від первинного еталона робочим еталонам найвищої точності[2]. Використовують з метою зменшення навантаження на первинний еталон.
  - Еталон передавання — вторинний еталон, що призначається для взаємного звіряння еталонів, які за тих чи інших обставин не можуть бути звірені безпосередньо[2].
  - Еталон-свідок — вторинний еталон, призначений для збереження державного еталона та для заміни його у разі псування або втрати. Він має найвищу серед вторинних еталонів точність та використовують тільки тоді, коли державний еталон не можна відтворити.
  - Робочий еталон — еталон, призначений для повірки або калібрування засобів вимірювальної техніки[2]. Робочі еталони використовують в наукових метрологічних центрах, метрологічних центрах, повірочних та калібрувальних лабораторіях з метою повірки або калібрування засобів вимірювальної техніки.
- Державний еталон — первинний або спеціальний еталон, затверджений офіційно як державний. Визнається спеціально уповноваженим центральним органом виконавчої влади у сфері метрології як основа для встановлення значень усіх еталонів даної одиниці вимірювання, що є у державі. Державні еталони є основою технічної бази державної метрологічної системи. В Україні статус державних еталонів надається первинним еталонам, створення і вдосконалення яких здійснюється відповідно до державних науково-технічних програм, які розробляються ЦОВМ, з метою забезпечення потреб життєдіяльності людини, економіки і оборони України та інших сфер.

### Різновиди
Еталони дешифрування — в геодезії — дешифровані в натурних умовах знімки, на яких зазначене положення типових для даних умов об'єктів.
Еталонна методика (reference procedure) — у хемометриці — узгоджена за усіма параметрами методика для визначення однієї чи більше характеристик певних речовин, де нема еталонного матеріалу для встановлення її точності. Напр., у хімії атмосфери — методика визначення характеристик повітря.
Еталонна атмосфера (controlled atmosphere) — у хімії атмосфери — штучно виготовлений газовий зразок
чистого повітря, який може містити чітко визначені кількості певних контамінантів, що звичайно використовують як стандарт для калібрування аналітичних приладів.
Стандартний зразок (reference material) — речовина чи суміш речовин, склад яких відомий в окреслених границях точності, та одна чи кілька властивостей якої добре встановлені і їх використовують для калібрування апаратури, перевірки методів вимірювання. Знаходяться у відповідних Національних лабораторіях.
Еталонний метод (reference method) — метод, що дає малі похибки при вимірюваннях. Його точність перевірена з використанням еталонних матеріалів.
Еталонний стан (хімічного елемента) (reference state (of an element)) — стан, в якому хімічний елемент (проста речовина) є стабільним при вибраних за стандартні умовах — тиску та температурі.